# Conrad Burns
Conrad Ray Burns (ur. 25 stycznia 1935 w Gallatin w stanie Missouri, zm. 28 kwietnia 2016 w Billings, w stanie Montana) – amerykański polityk, senator ze stanu Montana (wybrany w 1988 i ponownie w 1994 i 2000), członek Partii Republikańskiej.
Nie zdobył czwartej kadencji w wyborach, które odbyły się 7 listopada 2006. Jego miejsce w Senacie zajął jego przeciwnik z Partii Demokratycznej Jon Tester.